# Hygrotus versicolor
Hygrotus versicolor es una especie de escarabajo del género Hygrotus, familia Dytiscidae. Fue descrita científicamente por Schaller en 1783.

## Distribución geográfica
Habita en Europa y norte de Asia (excepto China).